# Hypsiloporus erosus
Hypsiloporus erosus är en mångfotingart som beskrevs av Loomis 1964. Hypsiloporus erosus ingår i släktet Hypsiloporus och familjen Comodesmidae. Inga underarter finns listade i Catalogue of Life.